# 日本経済大学女子ラグビー部
日本経済大学 女子ラグビー部 AMATERUS（アマテラス）は、福岡県太宰府市にある日本経済大学の公式クラブチーム。

## 概要
2019年11月8日、元ラグビー日本代表の淵上宗志監督就任を発表。選手9名にコーチが加わり、2020年4月に「ラグビーを通じた人創り」をチーム理念として創部した。
チーム名「AMATERUS（アマテラス）」は、太宰府天満宮で祀られている天照大神（あまてらすおおみかみ）にちなむ。

## 戦績
2020年度：4月創部。新型コロナウイルス感染症の流行のため、活動が大きく制限される。
2021年度：リージョナルウィメンズセブンズ（関西大会）に出場。5チーム中3位となる。
2022年度：リージョナルウィメンズセブンズが行われなかった。
2023年度：太陽生命ウィメンズセブンズシリーズ2023に出場。16チーム中11位。
2024年度：太陽生命ウィメンズセブンズシリーズ2024に出場。12チームのうち最下位になり、翌年、下位大会への降格が決まる。
2025年度：太陽生命ウィメンズセブンズシリーズ2025の下位大会「チャレンジャートーナメント」に出場。10チームのなかで優勝を果たし、8月の入替戦へ進む。町田美陽、垂門奈々が15人制日本代表に選ばれて、国代表戦に出場。町田美陽は女子ラグビーワールドカップ2025（イングランド大会）登録メンバーに選ばれた。

## 所在地
福岡県太宰府市五条3－11－25